# Gare de Tanashi
La gare de Tanashi (田無駅Tanashi-eki) est une gare ferroviaire de la ville de Nishitōkyō, à Tokyo au Japon. Elle est exploitée par la compagnie Seibu.

## Situation ferroviaire
La gare de Tanashi est située au point kilométrique (PK) 17,6 de la ligne Seibu Shinjuku.

## Histoire
La gare a été inaugurée le 16 avril 1927.

## Services aux voyageurs

### Accès et accueil
La gare dispose d'un bâtiment voyageurs, avec guichet, ouvert tous les jours.

### Desserte
- Ligne Seibu Shinjuku :
  - voies 1 et 2 : direction Tokorozawa, Hon-Kawagoe et Haijima
  - voies 3 et 4 : direction Takadanobaba et Seibu-Shinjuku